# Gundelfingen (Adelsgeschlecht)

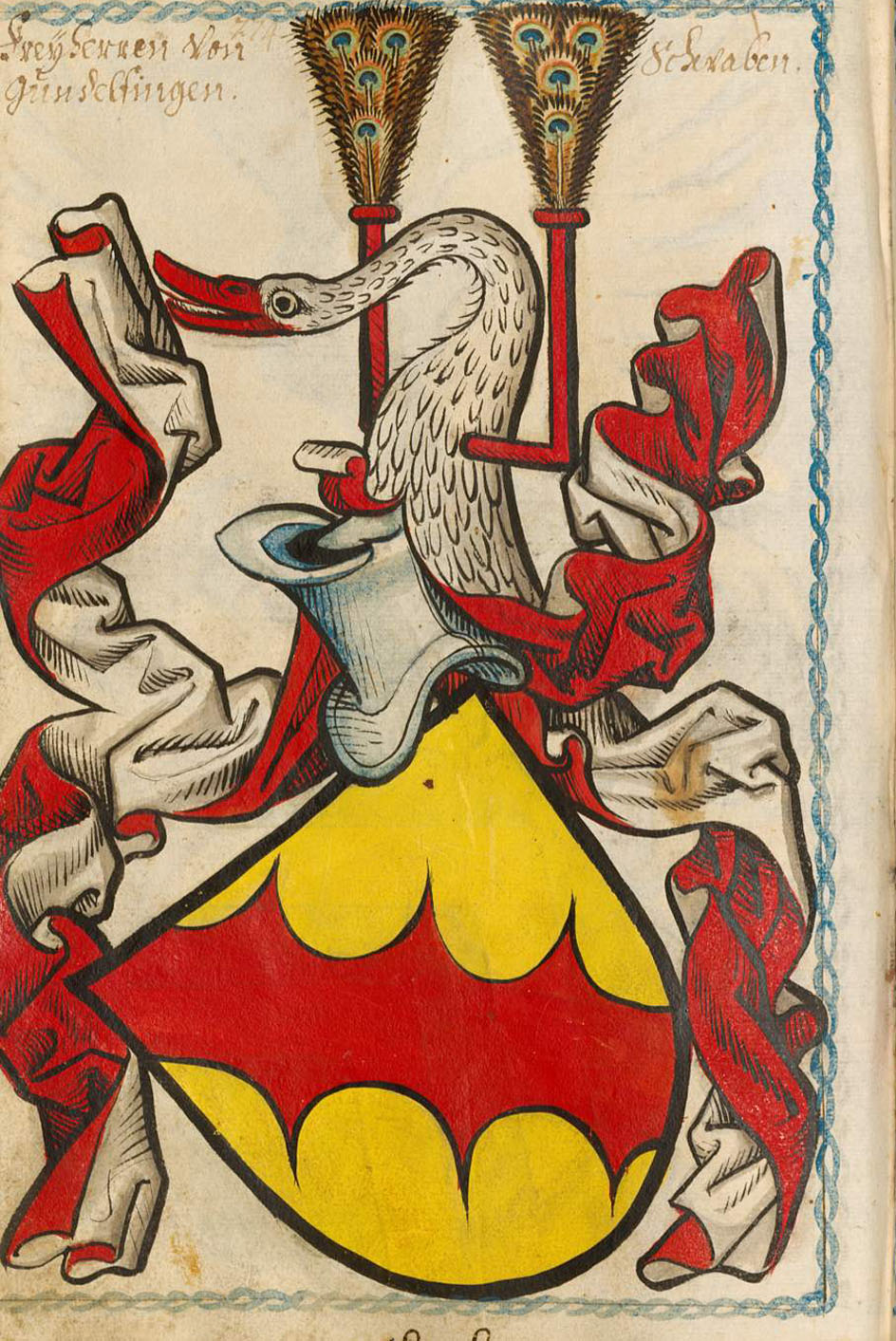
Wappen der Freiherren von Gundelfingen,
Scheiblersches Wappenbuch 1450

Diese Familie ist verschieden von der Familie Gundelfingen-Hellenstein aus Gundelfingen an der Donau.
Die Familie von Gundelfingen war ein Adelshaus, das sich im 11. Jahrhundert in die Zweige der Herren von Gundelfingen, Steusslingen und Justingen teilte. Es war ein Geschlecht mit bedeutender politischer Stellung, einem umfangreichen Besitz und gehörte zu den großen schwäbischen Adelshäusern. Einzelne Familienmitglieder waren hohe kirchliche Würdenträger.

## Ursprung

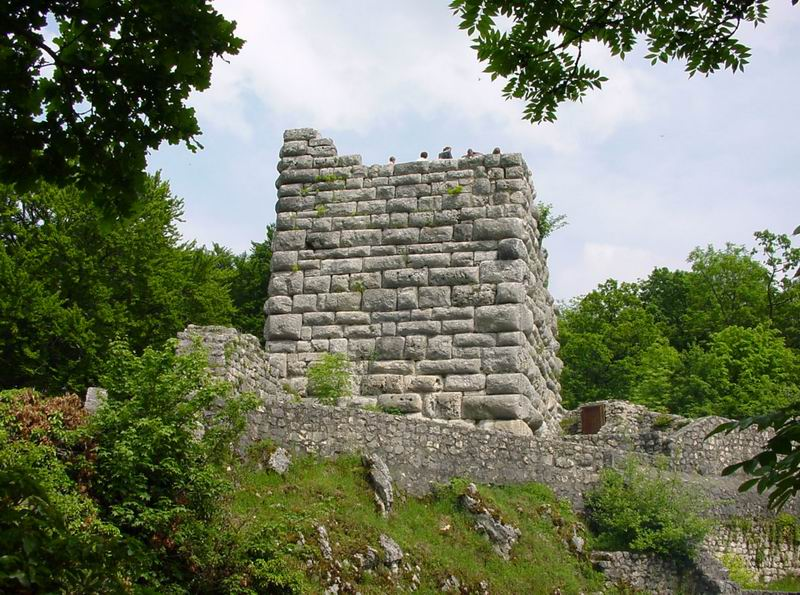
Bergfried der Stammburg Hohengundelfingen

Beim namensgebenden Ortsnamen Gundelfingen handelt es sich für dieses Geschlecht um Gundelfingen im Lautertal. Hohengundelfingen, Niedergundelfingen und Wittstaig bilden zusammen den Ortsteil Gundelfingen der Stadt Münsingen.
Swigger I. von Gundelfingen war der erste bekannte Vertreter des Geschlechts. Er trat am 26. Februar 1105 als Zeuge bei einer Güterschenkung an das Kloster St. Blasien auf. Swigger war Anhänger des Königs Heinrich IV. Er wurde nach der Tötung eines Verwandten aus seiner alten Heimat Bayern verbannt und konnte sich durch Beziehungen (zu Erzbischof Anno von Köln?) und Geld eine neue Heimat im Lautertal aufbauen. Sein Nachkomme Swigger VI. von Gundelfingen hatte mit seiner Ehefrau Ita von Entringen acht Söhne und mehrere Töchter, von denen drei Söhne und mehrere Töchter in den geistlichen Stand traten. 

## Entwicklung der Familie

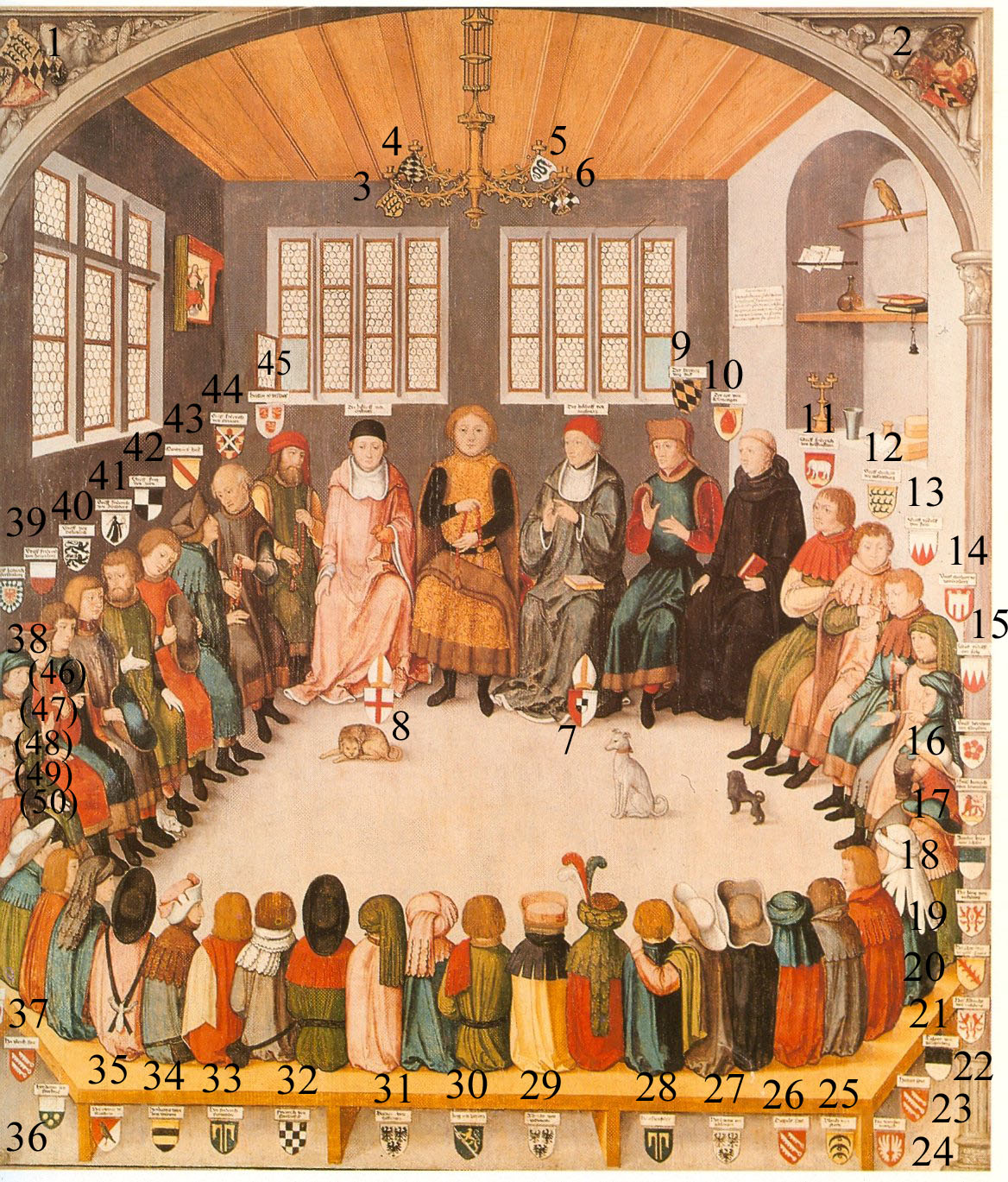
Ratssitzung Graf Eberhards des Milden von Württemberg (regierte 1392–1417), Schweikhart von Gundelfingen Nr. 20

Die kriegerischen Auseinandersetzungen König Rudolfs von Habsburg mit dem Grafen Eberhard von Württemberg und einem Teil des schwäbischen Hochadels, sowie der Thronkämpfe Adolf von Nassau haben das Gundelfinger Geschlecht stark in Mitleidenschaft gezogen. Im Kerngebiet des Hauses Gundelfingen entstanden durch die Teilung nach 1250 drei kleinere Herrschaften und Linien:
- die Stadt Hayingen mit Otterswang in Oberschwaben, die dem ältesten Sohn zufiel,
- die Stammburg Hohengundelfingen mit Zubehör als Anteil des zweiten Sohnes Swigger und die
- Herrschaft Niedergundelfingen mit der um 1250 erbauten Burg Nieder- oder Neugundelfingen.

In diesem Zusammenhang ist der Verkauf der Stammburg Hohengundelfingen mit zahllosen Gütern und Rechten an das Haus Habsburg 1293 und 1306 zu sehen. Dass die Burg in der Folge als Pfand oder Lehen bis 1377 in der Hand der Gundelfinger verblieb, deutet auf eine politische Verbindung mit Österreich hin. Gundelfinger waren auch Anhänger des Kaisers Ludwig des Bayern, und ein Zweig kam bis in das 15. Jahrhundert in Bayern zu hohen und einflussreichen Ämtern.
Zu bedeutenden Stellungen und hohem Ansehen gelangte das Haus im 15. Jahrhundert vor allem durch Mitglieder der um 1250 gegründeten Linie Niedergundelfingen. Neben seinem Bruder Konrad, dem die um 1250 erbaute Burg blieb, erhielt Degenhard Münzdorf den restlichen Besitz und erbaute in der ersten Hälfte des 14. Jahrhunderts die Burg Derneck. Eine weitere, von Niedergundelfingen abzweigende Linie erhielt Ehestetten und legte die Burg Ehrenfels oberhalb von Zwiefalten an. Degenhart wurde Stammvater des letzten überlebenden Zweiges. Sein Enkel, Stephan von Gundelfingen-Derneck kaufte 1399 das Dorf und die Burg Neufra an der Donau. Unter seinen Nachkommen wurde Neufra im 15. Jahrhundert Sitz der Familie. 1414 gelang es ihm, Hohengundelfingen als Pfand in seinen Besitz zu bringen. Seine Söhne Wilhelm und Degenhart kauften 1442 Hayingen zurück.
Über vier Generationen nahmen die Mitglieder des Hauses Hohengundelfingen im 15. Jahrhundert in Württemberg hohe Staatsämter ein. Der letzte Vertreter war Schweikhart von Gundelfingen. Er war Rat Herzog Ulrichs von Württemberg. 1513–1517 war er Obervogt in Urach und nach der Vertreibung des Herzogs, österreichischer Statthalter in Stuttgart. Während des Bauernkrieges war er als österreichischer Kommissar mehrfach an den Verhandlungen mit den aufständischen Bauern beteiligt. Er setzte sich nach der Beendigung des Krieges für einen gerechten Ausgleich und Milde gegenüber den unterlegenen Bauern ein. Bis zu seinem Tode 1546 war er Rat des Königs Ferdinand. Die Herrschaft Gundelfingen vererbte er an die Grafen von Helfenstein, nach deren Aussterben sie 1627 an das Haus Fürstenberg (Linie Meßkirch, 1744 Linie Stühlingen) gelangte.
Weitere Verbreitung: Burg bei Burgweiler, Burgruine Neugutenstein, Burg Bichishausen, Burg Granheim, Ruine Otterswang, Burg Buttenhausen, Ruine Alt-Ehrenfels
Verwandte Geschlechter: Zimmern

## Persönlichkeiten
- Konrad von Gundelfingen: (1284–1302) als Konrad III. von Gundelfingen Fürstabt des Fürststiftes Kempten und (1288–1291) Gegenabt der Fürstabtei St. Gallen
- Andreas von Gundelfingen: Bischof von Würzburg (1303–1313)
- Heinrich von Gundelfingen: Abt der Fürstabtei St. Gallen (1411–1418), siehe auch: Gefecht bei der Letzi
- Heinrich von Gundelfingen: Geschichtsschreiber († 1490), erste Aufzeichnungen über Niklaus von Flüe
- Barbara von Gundelfingen: (1473–1523), Äbtissin des freiweltlichen Damenstifts Buchau

## Wappen
Das Wappen derer von Gundelfingen zeigt einen roten Schrägbalken mit Dornenschnitt auf goldenem Grund.
Verschiedene Gemeinden bzw. Ortsteile erinnern noch heute in ihrem Wappen an das Geschlecht.

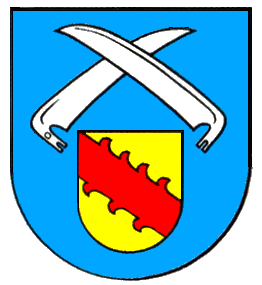
Bichishausen
Bremelau
Gundelfingen
Hayingen
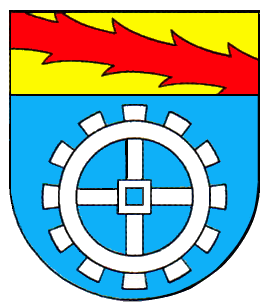
Indelhausen
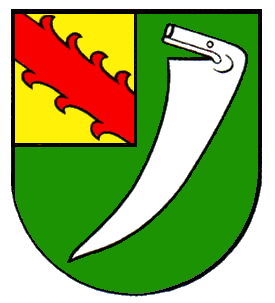
Münzdorf